# Lonchorhina fernandezi
Lonchorhina fernandezi  é uma espécie de morcego da família Phyllostomidae . É a menor do gênero Lonchorhina . É endêmico na Venezuela . Em 2013, Bat Conservation International listou esta espécie como uma das 35  de sua lista mundial de prioridade de conservação. Está ameaçado pela perda de habitat . Seu nome científico deriva do sobrenome de um zoólogo venezuelano, Dr. Alberto Fernandez Badillo, cuja pesquisa se concentrou majoritariamente em morcegos.

## Descrição
Pesam 9–10 kg . Além de ser o menor dos morcegos com nariz em espada, também tem a folha nasal menos complexa. Seus crânios contém 17.5–17.7 mm (0.69–0.70 in). Seu pelo é marrom escuro, com  6 mm de comprimento. Suas orelhas medem 18–22 mm.  Três indivíduos descritos tinham albinismo parcial.

## Biologia e ecologia
Como apenas machos foram descritos, pouco se sabe sobre sua reprodução. No entanto, morcegos jovens foram observados em fevereiro, o que sugere que as fêmeas dão à luz em dezembro. Possivelmente formam haréns durante a época de reprodução. Os machos habitam em colônias que variam em tamanho ao longo do ano, de 1 – 130 indivíduos. Os machos também compartilham cavernas com outras espécies de morcegos. Em fevereiro, março e agosto, morcegos Peropteryx macrotis foram observados empoleirando-se com esta espécie, já em  novembro, foram os Pteronotus parnelli. A morfologia de suas asas sugere que são capazes de um vôo direto e rápido. Besouros e mariposas compõem grande parte de sua dieta, com base na análise do conteúdo estomacal. Como muitos morcegos, esta espécie é hospedeira de ectoparasitas, incluindo moscas e ácaros .

## Distribuição
O morcego apenas é conhecido em dois estados da Venezuela: Amazonas e Bolívar . Esta área, os Llanos, é caracterizada por savana aberta com afloramentos rochosos de granito. Por todos os espécimes encontrados serem machos, sugere-se que as fêmeas utilizam habitats diferentes.  O local onde  foram encontrados está se degradando rapidamente devido a pecuária .

## Conservação
Além das ameaças de destruição de habitat pela pecuária, esta espécie também corre o risco do controle do morcego vampiro .  Os humanos tentam exterminar os morcegos vampiros explodindo suas cavernas com dinamite, gaseando cavernas com gás cianeto ou revestindo-as com um anticoagulante tóxico . Tais métodos são freqüentemente usados indiscriminadamente pois os habitantes locais podem não saber como distinguir os morcegos vampiros de outros, ou podem erroneamente acreditar que todos os morcegos são hematófagos  . Técnicos do Ministério da Agricultura e Pecuária da Venezuela quase exterminaram intencionalmente o L. fernadezi no passado, quando aplicaram veneno em todas as espécies de morcegos capturados em um esforço equivocado para controlar morcegos vampiros. Para conservar a espécie, a União Internacional para a Conservação da Natureza propõe que suas cavernas recebam proteção legal, o que evitaria o extermínio por controle equivocado de morcegos vampiros. Eles também sugerem a cessação da expansão da pecuária em sua distribuição conhecida  São atualmente listados como em perigo porque se pensa que há menos de 250 indivíduos maduros restantes. 